# آنجانا واسان
آنجانا واسان (انگلیسی: Anjana Vasan؛ زادهٔ ۳۱ ژانویه ۱۹۸۷) بازیگر هندی‌تبار مقیم بریتانیا است. او برای فعالیت‌های نمایشی‌اش موفق به کسب جایزه لارنس الیویه شده است. در تلویزیون، او در مجموعه کمدی کانال ۴ با عنوان ما لیدی پارتس هستیم (۲۰۲۱–۲۰۲۴) بازی کرده که برای آن نامزد جایزه تلویزیونی بفتا شده است. از آثار سینمایی او می‌توان به فیلم نامه‌های کوچک شیطنت‌آمیز (۲۰۲۳) اشاره کرد.

## اوایل زندگی و تحصیلات
واسون در مادراس (که اکنون به نام چنای شناخته می‌شود)، هند، در یک خانواده هندو تامیلی متولد شد و زمانی که چهار سال داشت به سنگاپور مهاجرت کرد.
او تحصیلات خود را در رشته تئاتر در دانشگاه ملی سنگاپور آغاز کرد و سپس به بریتانیا نقل مکان کرد، جایی که در سال ۲۰۱۲ مدرک کارشناسی ارشد بازیگری خود را از کالج موسیقی و درام رویال ولش دریافت کرد.